# Új-Zéland címere

Új-Zéland címere

Új-Zéland címere az ország nemzeti jelképe.

## Története
Az eredeti címert V. György adományozta 1911. augusztus 26-án. A jelenlegi címert II. Erzsébet adományozta 1956-ban. 1911-ig Új-Zéland ugyanazt a címert használta, amit az Egyesült Királyság. Amikor 1907-ben az ország domínium lett, eldöntötték, hogy saját címere lesz az országnak. 1956-ban kisebb módosítások történtek a jelképen.